# J. Harlen Bretz
J Harlen Bretz (Saranac, 2 september 1882 – Homewood, 3 februari 1981) was een Amerikaanse geoloog, vooral bekend vanwege zijn onderzoek dat leidde tot de acceptatie van de hypothese van de Missoula Floods en vanwege zijn werk over de geomorfologie en oorsprong van kalksteengrotten in Missouri.

## Jeugd en opleiding
Bretz werd geboren op 2 september 1882 in het kleine stadje Saranac in Ionia County, Michigan. Hij was de eerste van de vijf kinderen van Oliver Joseph Bretz en Rhoda Maria Howlett. Zijn vader was een boer en afstammeling van de Duitse kolonist in Ohio, John Bretz.
In het geboorteregister van de provincie werd zijn naam bij zijn geboorte vermeld als "Harlan J Bretz", maar bij de Amerikaanse volkstelling van 1900 werd hij vermeld als "Harland J Bretz". Toen hij in 1901 naar de universiteit ging, solliciteerde hij onder de naam "J Harlen Bretz". Rond de tijd dat hij zijn doctoraalstudie in 1913 voltooide, stopte hij met het gebruik van een punt na de initiaal bij "J". Volgens zijn twee kinderen was zijn voornaam eigenlijk "Harley". Bretz's dochter Rhoda Bretz Riley legde verder uit dat "hij het Harlen-ding had uitgevonden, net zoals hij de J voor zijn naam had uitgevonden", hoewel dit in tegenspraak is met de officiële gegevens. De meeste vrienden en collega's noemden hem in zijn latere leven gewoon "Doc".
Bretz behaalde in 1905 een BA-graad in biologie aan het Albion College met een proefschrift "Winter Field Work in Botany". Hij begon zijn carrière als leraar Geschiedenis en Fysiografie (studie van de fysieke kenmerken van het aardoppervlak) op de middelbare school in Seattle. Gedurende deze tijd raakte hij geïnteresseerd in de geologie van Oost-Washington en begon hij de gletsjer geologie (werkveld binnen glaciologie) van het Puget Sound-gebied te bestuderen. Hij vervolgde zijn studie aan de Universiteit van Chicago, waar hij in 1913 promoveerde in de geologie. Hij werd assistent-professor in de geologie, eerst aan de Universiteit van Washington en daarna aan de Universiteit van Chicago.

## Veldexpedities
Bretz maakte in de periode 1916-1929 veldexpedities met een wisselende groep van zijn studenten gedurende de maanden juli en augustus in de staten Washington en Oregon. De notities van de periode 1907-1914 beschrijven met name West-Washington. De notities van de periode 1915-1919 beschrijven voornamelijk het gebied van de Columbia River Gorge (westelijk en centraal Washington). Vanaf de periode 1919 tot 1929 bezoekt Bretz ook noordelijke delen van de Channeled Scablands.
De resultaten van Bretz' veldwerk gedurende zijn gehele leven in Washington, Missouri, Alberta, Groenland, Bermuda en de regio Chicago werden gepubliceerd in talrijke artikelen en een aantal monografische studies.

## Spokane-overstromingen: een 'schandalige' hypothese

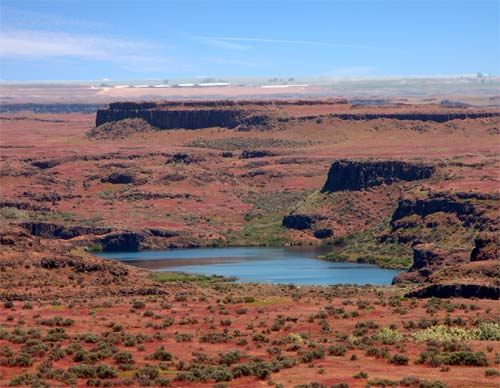
Drum-Heller-Channels in de Scablands

In de zomer van 1922, en gedurende de daaropvolgende zeven jaar, voerde Bretz veldonderzoek uit naar het Columbia River Plateau. Tussen de zomer van 1922 en 1931 schreef hij vijftien artikelen.
Sinds 1910 was hij geïnteresseerd in ongebruikelijke erosiekenmerken in het gebied, nadat hij een nieuw gepubliceerde topografische kaart van de Potholes Cataract had gezien. Bretz bedacht de term Channeled Scablands in 1923 om het gebied nabij de Grand Coulee te beschrijven, waar enorme erosie de basaltafzettingen had doorboord. Het gebied was een woestijn, maar de theorieën van Bretz vereisten cataclysmische waterstromen om het landschap te vormen, waarvoor Bretz in een publicatie uit 1925 de term Spokane Floods bedacht.
Bretz publiceerde in 1923 een artikel waarin hij stelde dat de Channeled Scablands in Oost-Washington werden veroorzaakt door enorme overstromingen in het verre verleden. Dit werd gezien als een pleidooi voor een catastrofale verklaring van de geologie, tegen de heersende opvatting van uniformitarianisme, en de opvattingen van Bretz werden aanvankelijk in diskrediet gebracht. Naarmate de aard van de ijstijd echter beter werd begrepen, werd het oorspronkelijke onderzoek van Bretz bevestigd, en tegen de jaren vijftig werden ook zijn conclusies bevestigd.
Bretz stuitte op weerstand tegen zijn theorieën vanuit het toenmalige geologische establishment. Het geologische establishment verzette zich om verschillende redenen tegen een dergelijke verregaande theorie over de oorsprong van een breed landschap, waaronder een gebrek aan bekendheid met de afgelegen gebieden in het binnenland van de Pacific Northwest waar het onderzoek was gebaseerd, en het gebrek aan status en reputatie van Bretz in de ogen van de grotendeels op de Ivy League gebaseerde geologische elites. Bovendien impliceerde zijn theorie de potentiële mogelijkheden van een Bijbelse vloed, die de wetenschappelijke gemeenschap krachtig verwierp. De Geological Society of Washington nodigde de jonge Bretz uit om zijn eerder gepubliceerde onderzoek te presenteren tijdens een bijeenkomst op 12 januari 1927, waar verschillende andere geologen concurrerende theorieën presenteerden. Bretz zag dit als een hinderlaag en noemde de groep zes "uitdagende oudsten". Het was hun bedoeling om hem in een publiek debat te verslaan en daarmee een einde te maken aan de uitdaging die zijn theorieën vormden voor hun conservatieve interpretatie van het uniformitarisme.
Een andere geoloog op de bijeenkomst, Joseph Pardee, had met Bretz samengewerkt en beschikte over bewijs van een oud gletsjermeer dat de theorieën van Bretz geloofwaardig maakte. Pardee miste echter de academische vrijheid van Bretz, aangezien hij voor de United States Geological Survey werkte, en ging dus mee niet in de strijd.
Bretz verdedigde zijn theorieën en was het startschot voor een bitter veertig jaar durend debat over de oorsprong van de Scablands. Zoals hij in 1928 schreef: "Ideeën zonder precedent worden over het algemeen met ongenade bekeken en mensen zijn geschokt als hun opvattingen over een ordelijke wereld in twijfel worden getrokken".
Zowel Pardee als Bretz zetten hun onderzoek de komende 30 jaar voort, waarbij ze bewijsmateriaal verzamelden en analyseerden dat Lake Missoula uiteindelijk identificeerde als de bron van de Spokane Floods en de schepper van de Channeled Scablands. Onderzoek naar open kanaalhydraulica en NASA-satellietbeelden in de jaren zeventig bevestigde de theorieën van Bretz en Pardee verder.
National Geographic merkt op: ‘Zoals filosoof Thomas Kuhn opmerkte, winnen nieuwe wetenschappelijke waarheden vaak niet zozeer omdat tegenstanders van gedachten veranderen, maar omdat ze uitsterven. Tegen de tijd dat de Geological Society of America Bretz’ werk eindelijk erkende met de Penrose Medal, "De hoogste eer in het veld, het was 1979 en Bretz was 96 jaar oud. Hij grapte tegen zijn zoon: "Al mijn vijanden zijn dood, dus ik heb niemand om over te glimlachen."

## The Louise A. Boyd Expedition (1933)
De Louise A. Boyd-expeditie naar Oost-Groenland in 1933 werd gefinancierd en geleid door Louise Boyd, een rijke amateurfotograaf, onder auspiciën van de American Geographical Society. Bretz sloot zich als fysiotherapeut aan bij de expeditie en publiceerde in 1935 de resultaten van zijn observaties in ‘Physiographic Studies in East Greenland’.

## Grotten en karst
Bretz schreef in 1942 een uiterst invloedrijk artikel, "Vadose and Phreatic Features of Limestone Caverns", over de morfologie en oorsprong van kalksteengrotten, gevolgd door gedetailleerde studies van de grotten van Missouri in 1956, en Illinois met Stanley Harris, in 1961.

## Latere leven
Bretz en zijn vrouw Fanny Belle Challis (1881–1972), die hij had ontmoet op het Albion College, trouwden in 1906 en kregen twee kinderen, Rudolf Challis Bretz en Rhoda Bretz Riley. De familie Bretz vestigde zich in Homewood, Illinois, waar ze onroerend goed kochten en er in 1921 een Sears Catalog Home op bouwden. Bretz gaf het pand de bijnaam "Boulderstrewn" vanwege alle rotsen en mineralen die hij verzamelde en kreeg en die rond het pand werden geplaatst. Een deel van deze collectie schonk hij in de jaren zeventig aan het Albion College. Boulderstrewn stond bekend als een actieve plaats, waar Bretz vele feesten organiseerde met studenten en docenten van de Universiteit van Chicago. Zijn oeuvre na zijn pensionering omvat Geology of the Chicago Region (1955), The Caves of Missouri (1956), Washington's Channeled Scabland (1959), Caves of Illinois (1961) en Geomorphic History of the Ozarks (1965), in aanvulling op zijn Incomplete Genealogy of the Family of John Bretz Of Fairfield Co, Ohio, with a Partial History of One Line of Descent in this Family uit 1949, met een gedeeltelijke geschiedenis van één afstammingslijn in deze familie.

## Prijzen en erkenningen
- De National Speleological Society benoemde Bretz in 1954 tot erelid.
- In 1968 ontving Bretz de Albion College Distinguished Alumni Award.
- Bretz ontving in 1979 op 96-jarige leeftijd de Penrose Medal, de hoogste onderscheiding van de Geological Society of America. Na deze onderscheiding zei hij tegen zijn zoon: "Al mijn vijanden zijn dood, dus ik heb niemand om over te piekeren."
- Elk jaar wordt op het Albion College de J Harlen Bretz Award uitgereikt aan de meest vooraanstaande senior op de afdeling geologie.
- Bretz Drive in Homewood, Illinois werd naar hem vernoemd.
- Een plaquette] werd in 1994 aan Bretz opgedragen buiten het bezoekerscentrum van Dry Falls State Park in Coulee City, Washington, met de tekst 'Opgedragen aan J Harlen Bretz die ons geduldig leerde dat catastrofale overstromingen soms een rol kunnen spelen in het zich ontvouwende drama van de natuur".

## Notities
1. 1 2 3 4  (en) Cassandra Tate, Bretz, J Harlen (1882-1981). Seattle: History IInk. HistoryLink.org Online Encyclopedia of Washington State History (29 november 2007). Geraadpleegd op 20 januari 2024.
2. ↑  (en) Harlen Bretz, J (1949). An Incomplete Genealogy Of The Family Of John Bretz Of Fairfield Co.. University of Chicago, Ohio, p. 6. Gearchiveerd op 20 oktober 2009. Geraadpleegd op 28 januari 2024.
3. ↑  (en) Bretz, John, John Bretz Grave. Find a Grave (17 november 2010). Geraadpleegd op 28 januari 2024.
4. ↑  (en) Soennichsen, John. Bretz's Flood. Sasquatch Books Seattle, p. 12. ISBN 978-1570615054.
5. ↑  (en) Bretz, J. Harlen, Winter field work in botany. Seventh Report of the Michigan Academy of Science pagina 164-168. Wynkoop Hallenbeck Crawford Co, State Printers (5 mei 1905). Geraadpleegd op 21 januari 2024.
6. ↑  Google Maps
7. 1 2  (en) Bretz, J Harlen, Guide to the J Harlen Bretz Papers 1877-1996. Bretz, J Harlen. Papers, Hanna Holborn Gray Special Collections Research Center, University of Chicago Library (2015). Geraadpleegd op 20 januari 2024.
8. ↑  Bretz, J Harlen (1923). "The Channeled Scabland of the Columbia Plateau". Journal of Geology 31: 617–649.
9. ↑  (en) Bretz, J Harlen (1 februari 1925). "The Spokane Flood beyond the Channeled Scablands". The Journal of Geology, 97–115.
10. ↑  "NOVA - Transcripts - Mystery of the Megaflood".  pbs.org. Retrieved August 18, 2022.
11. ↑  Quote engraved on monument outside the Dry Falls Museum in Coulee City, Washington.
12. ↑  "The University of Chicago Magazine: Features". magazine.uchicago.edu. Retrieved March 14, 2019.
13. ↑  Vadose and Phreatic Features of Limestone Caverns - The Journal of Geology Volume 50, Number 6, Part 2 (Aug. - Sep., 1942)
14. ↑  (en) Bretz, J. Harlen (1942). Caves of Missouri. State of Missouri, Department of Business and Administration, Division of Geological Survey and Water Resources. ISBN 978-0988668508.

- Bibliothèque nationale de France: cb134745393 (data)
- Gemeinsame Normdatei: 1089593503
- International Standard Name Identifier: 0000 0001 1978 2303
- Library of Congress Control Number: n87878572
- Nationale Bibliotheek van Israël: 987007455958505171
- Nederlandse Thesaurus van Auteursnamen: 141631430
- SNAC: w6s18h0j
- Système universitaire de documentation: 085847577
- Virtual International Authority File: 71540418
- WorldCat: E39PBJB8trpgwTxpWbwV7gWv73